# Hendry Blank
Hendry Aron Blank (* 21. August 2004) ist ein deutscher Fußballspieler mit ghanaischen Wurzeln. Der Verteidiger steht als Leihspieler des FC Red Bull Salzburg bei Hannover 96 unter Vertrag.

## Karriere

### Verein
Nach seinen Anfängen in der Jugendabteilung von Bayer 04 Leverkusen wechselte Blank im Sommer 2019 in die Jugendabteilung von Borussia Dortmund. Für seinen neuen Verein bestritt er vier Spiele in der B-Junioren-Bundesliga und in der Folgesaison 2022/23 ebenfalls vier Spiele für die U19. Mit seinem Verein wurde der Verteidiger im Frühjahr 2022 A-Jugend-Meister mit einem 2:1-Endspielsieg gegen Hertha BSC, wobei er in der Endrunde nur im Halbfinalsieg gegen den FC Schalke 04 einen Kurzeinsatz hatte. In der Spielzeit 2023/24 gelangte Blank mit den Dortmunder A-Junioren bis ins Viertelfinale der UEFA Youth League sowie ungeschlagen bis in die Endrunde um die Meisterschaft. Gegen Viktoria Köln hatte Blank am 7. Spieltag nach einer Ecke von Rafael Lubach per Kopf zum 2:0 (Endstand 4:0) getroffen. Nach einem Sieg und einer Niederlage in den beiden Halbfinalspielen gegen Hertha BSC trafen der Verteidiger und sein Team im Endspiel auf den Meister der Staffel Süd/Südwest, Mainz 05. Die Partie wurde in der Verlängerung zugunsten der Berliner entschieden.
Im Sommer 2023 wurde Blank gemeinsam mit dem Torhüter Marian Kirsch in den Drittligakader der Dortmunder U23 integriert. Er spielte noch viermal für die A-Jugendlichen in der UEFA Youth League und war ansonsten in der Hinrunde der am häufigsten nominierte Innenverteidiger. Somit setzte er, der stets links eingesetzt wurde, sich mannschaftsintern gegen seine wechselnden Partner auf der rechten Seite Antonios Papadopoulos, Mario Šuver und Bjarne Pudel durch. Neben Ole Pohlmann und Marcel Lotka, die bereits fest zur Bundesligamannschaft von Edin Terzić gehörten, nahm Blank ab Dezember 2023 auch regelmäßig an deren Trainingseinheiten teil. Zur zweiten Hälfte der Begegnung der ersten Mannschaft Borussia Dortmunds gegen den 1. FC Köln am 18. Spieltag wurde Blank dann für den verletzten Niklas Süle eingewechselt. Der Debütant erhielt vom kicker die Note 3,5 und gewann mit dem BVB mit 4:0. Dies sollte allerdings sein einziger Einsatz für Dortmunds erste Mannschaft bleiben.
Im Februar 2024 wechselte Blank zum österreichischen Bundesligisten FC Red Bull Salzburg, bei dem er einen bis 2028 laufenden Vertrag erhielt. Bis zum Saisonende kam er für den Verein, der erstmals seit zehn Jahren nicht Meister wurde, nicht zum Einsatz. Auch in der Saison 2024/25 konnte er sich in Salzburg nicht etablieren, insgesamt lief der Verteidiger sechsmal in der Bundesliga auf. Mit Salzburg wurde er erneut Vizemeister. Zur Saison 2025/26 kehrte Blank nach Deutschland zurück und wechselte leihweise zu Zweitligist Hannover 96.

### Nationalmannschaft
Blank bestritt im Jahr 2023 für die U20 des DFB drei Spiele. Am 15. Oktober 2024 feierte er im EM-Qualifikationsspiel gegen Polen sein Debüt in der deutschen U21.

## Erfolge
Borussia Dortmund
- Deutscher A-Junioren-Meister: 2022
- Meister der A-Junioren-Bundesliga West: 2022, 2023